# 1964 en Palestine
Chronologie de la Palestine
- 1960
- 1961
- 1962
- 1963
- 1964
- 1965
- 1966
- 1967
- 1968

Cette page concerne les évènements survenus en 1964 en Palestine :

## Évènements
- 28 mai : Création de l'Organisation de libération de la Palestine avec à sa tête Ahmed Choukairy.
- Adoption de la charte nationale palestinienne afin de déterminer les objectifs politiques de l'OLP.

## Création
- Fonds des martyrs de l'Autorité palestinienne (Fonds des moudjahidines et des martyrs de Palestine)[1].
- Création du camp de réfugiés Shu'fat à Jérusalem-Est.

## Naissances
- Issa Kassissieh (en), diplomate palestinien.
- Ziad Khaddash (en), écrivain palestinien.